# 楊熙 (填詞人)
楊熙，香港填詞人。中學就讀於香港華仁書院及玫瑰崗學校。香港理工大學會計及金融學院畢業，主修會計。2007年入行，2014年開始主力為電視劇填寫歌詞。現時發表作品二百餘首。除了音樂製作，亦曾於不同電視台及報章參與製作或撰寫關於賽馬及足球博彩之節目及專欄。

## 著作

### 2021年
- 《我奮鬥不要奮鬥》（常公子合著）（ISBN：978-988-75526-8-0，真源出版社）

### 2017年
- 《贏馬指南》（ISBN：978-988-78406-0-2）

### 2016年
- 《香港詞人系列──黃霑》（ISBN：978-988-8420-27-8，中華書局）

## 詞作
以下按發表次序排列，年份為作品發表年份。（括號內為該年總數）

### 2025年（13首）
| - 戴祖儀 - 日夜顛倒的主角（《麻辣商驕》主題曲） - 徐加晴、關嘉敏 - 吾三吾四（《吾三吾四》主題曲） - 張馳豪 - 劇本殺（《大奉打更人》主題曲） - 何晉樂 - 前行吧（《奪命提示》主題曲） - 連詩雅 - 仍然很想相信你（《奪命提示》片尾曲） - 吳業坤 - 一切豁開（《奪命提示》插曲） - 譚輝智 - 穿越者（《慶餘年2》主題曲） | - 羅啟豪 - 有天做證（《清明上河圖密碼》主題曲） - 黃博 - 吐氣（《中年好翻身》片尾曲） - 黃洛妍 - 轉角（《麻雀樂團》主題曲） - 黃洛妍 - 有效日期（《麻雀樂團》片尾曲） - 張與辰 - 藏海（《藏海傳》片尾曲） - 康志維 - 不想太多（《我愛九龍城》插曲） |

### 2024年（22首）
| - 周吉佩 - 飛常日誌（《飛常日誌》主題曲） - 冼靖峰 - 本尊不是我（《本尊就位》主題曲） - 王浩信 - 講真呢鑊有啲傑（feat. 陳昊廷、文佐匡、侯雋熙、彭家賢）（《狀王之王》主題曲，李白、DGT合填） - 孫漢霖 - Over You - 谷婭溦 - 同枕（《再見·枕邊人》主題曲） - 羅天宇、吳若希 - 再見枕邊人（《再見·枕邊人》插曲） - 黃洛妍 - 我的天下（《命轉皇后》主題曲） - 何晉樂 - 一早注定（《命轉皇后》片尾曲） - 炎明熹 - 錯過·再實現（《逆天奇案2》片尾曲） - 陳展鵬 - 後悔萬年（《逆天奇案2》插曲） - 黃奕斌 - currenT | - HANA 菊梓喬 - 萬年（《與鳳行》主題曲） - 尹 光 - 一家之主（《神耆小子》主題曲） - 古淖文 - 流遍大地（《企業強人》主題曲） - 吳若希 - 成長的證據（《玫瑰的故事》主題曲） - HANA 菊梓喬 - 愛失去以後（《長相思（第二季）》主題曲） - 古巨基 - 就算天空塌下來（《巾幗梟雄之懸崖》主題曲） - 詹天文 - 消失的你（《異空感應》片尾曲） - 林夏薇、陳展鵬 - 當我遇到（《尋夢琴澳》插曲） - 林智樂 - 繁星點點（《香港故事》主題曲） - 蕭正楠、吳若希 - 再度能感動嗎（《奔跑吧！勇敢的女人們》主題曲） - 林智樂 - 終於走到現在（《奔跑吧！勇敢的女人們》插曲） |

### 2023年（26首）
| - 谷婭溦 - 若離於愛（《飛狐外傳》片尾曲） - 連詩雅 - 他不是你（《隱形戰隊》片尾曲） - 薛家燕、曹永廉、麥美恩、黃子恆、朱智賢、馬貫東、江嘉敏 - 黃金萬両（《黃金萬両》主題曲） - MLY、聲夢傳奇學員 - 想要乜嘢都可以 - 谷婭溦、施匡翹、謝東閔、周志康、伍富橋、彭家賢、金永衡 - 財神道（財神樂隊合填） - 鄭俊弘 - 寶藏在原地（《新四十二章》主題曲） - 詹天文 - 原來寂寞得多（《新四十二章》插曲） - 張馳豪 - 隱形火（《隱形戰隊》主題曲） - 吳業坤 - 離場沒有理由（《隱形戰隊》插曲） - 姚焯菲、張馳豪 - 氣泡青瓜（《川內相親》主題曲） - 詹天文 - 得到快樂的勇氣（《川內相親》片尾曲） - 吳業坤 - 怒火（《破毒強人》主題曲） - 鍾柔美 - 寵寵（《寵愛Pet Pet》主題曲） | - 歌莉雅 - I'm Good If You're Good - 糖 妹 - 明天地圖 - 林智樂、趙小婷 - 抱著百年（《長風渡》主題曲） - 谷婭溦 - 沿路是飄雪（《長風渡》片尾曲） - 吳若希 - 孤島（《旁觀者》主題曲） - 谷婭溦 - 保存·紀念·回憶片段（《旁觀者》片尾曲） - 谷婭溦 - 不會道別（《你好，我的大夫》片尾曲） - 吳若希、陳展鵬、戴祖儀、吳業坤 - 盡情唱（《香港人在北京》主題曲） - 詹天文 - 忘生記死（《羅密歐與祝英台》主題曲） - 周吉佩 - 梁山伯的華爾茲（《羅密歐與祝英台》片尾曲） - JW 王灝兒 - 原來無明天（《羅密歐與祝英台》插曲） - 林智樂 - 未知探索（《神探同盟》主題曲） - Uplive All Stars - Live You Up |  |

### 2022年（29首）
| - 冼靖峰、張馳豪、黃奕斌、林沚羿、詹天文、鍾柔美 - 青春不要臉（《青春不要臉》主題曲） - 戴祖儀 - 自我處理（《青春不要臉》插曲，戴祖儀合填） - 連詩雅 - 路再荒你在旁（《機靈女法醫》片尾曲） - 曾琸庭、劉庭君、林曉蕙、張鈊貽 - Yummy Yummy（《疫境中的餐桌》主題曲） - 張馳豪 - 色彩背面（《十八年後的終極告白2.0》主題曲） - 聲夢傳奇2學員 - 我超越我（《聲夢傳奇2》主題曲，張馳豪、林君蓮、何晉樂、冼靖峰合填） - 何晉樂、孫漢霖 - 身分對調（《雙生陌生人》主題曲） - 詹天文 - 再說我願意（《雙生陌生人》插曲） - 吳若希 - 五味回憶（《尚食》主題曲） - 詹天文 - 愛情許可證（《尚食》片尾曲） - 潘靜文、孫漢霖 - 一生找到你（《童時愛上你》主題曲） - 炎明熹 - 一水兩方（《回歸》主題曲） - 周嘉洛 - 我就是主角（《痞子殿下》主題曲） - JW 王灝兒 - 花不起溫暖（《痞子殿下》插曲） - HANA 菊梓喬 - 我就像從前（《夢華錄》主題曲） | - 潘靜文 - 明天開始（《夢華錄》片尾曲） - 炎明熹、張馳豪 - Together for Good（《99公益日》主題曲粵語版） - 謝東閔 - 輕輕一轉（《黯夜守護者》片尾曲） - 余逸暳、洪韻騏、溫曉晴、趙啓嵐、司徒泆、劉睿曦、劉庭君、梁樂童、莫皓俊、余卓謙、康志維、簡文浩、林躍翰、曾琸庭、陳心余、張鈊貽、阮偉倫、林曉蕙 - 不讓青春留白（《就是青春》主題曲） - JW 王灝兒 - 美麗戰場（《美麗戰場》主題曲） - 張馳豪 - 沒法等你（《美麗戰場》片尾曲） - 群 星 - 攜手創無限（《TVB 55周年台慶》主題曲，冼靖峰合填） - 何晉樂 - 上車伴侶（《下流上車族》片尾曲） - 鄭俊弘 - 能者（《超能使者》主題曲） - 鄭俊弘 - 天不會錯（《法證先鋒V》主題曲） - 王敏奕 - 或者（《法證先鋒V》插曲） - 黃宗澤 - 道別昨天（《法證先鋒V》插曲） - 鄭俊弘 - 輕輕放開（《輕·功》主題曲） - 連詩雅 - 好男人（《有種好男人》主題曲） |  |

### 2021年（16首）
| - 古家峯 - 不需要記住我（《無心法師III》主題曲） - 吳浩康 - 摯友（《失憶24小時》主題曲） - 徐加晴 - 未來未來 - 孫儀凌 - 一世守護（《長安諾》宣傳曲） - 谷婭溦 - 放棄自己 - 譚嘉儀 - 喜愛便一起（《一笑渡凡間》主題曲） - 吳浩康 - 大志（《食腦喪Ｂ》主題曲） - 何廣沛、郭子豪、方紹聰 - 大志（《食腦喪Ｂ》片尾曲） | - JW 王灝兒 - 愛心灌溉（《愛·回家之開心速遞》主題曲） - 張繼聰 - 一窗之隔 - 鍾柔美 - 不想輕躺（《青年心城之撐起青春》主題曲） - 鄭俊弘 - 殊途永遠（《換命真相》主題曲） - HANA 菊梓喬 - 我會害怕（《星空下的仁醫》片尾曲） - 譚嘉儀 - 相聚太短（《驪歌行》主題曲） - 吳業坤 - 我是王（《拳王》主題曲） - 吳若希 - 光陰飛逝時（《異搜店》主題曲） |  |

### 2020年（12首）
| - 徐加晴 - 十四天（徐加晴、曾家瑋合監） - 星夢群星 - 疫境同行 - 糖 妹 - 種子 - 鄭俊弘 - 血淚的磨練（《機場特警》主題曲） - 鄭俊弘 - 告白（《十八年後的終極告白》主題曲） - 吳若希 - 沒有你並無掛念（《那些我愛過的人》插曲） | - 吳業坤 - 無私者（《殺手》主題曲） - 王浩信 - 似真如假（《反黑路人甲》主題曲） - 徐加晴 - 短期租約（曾家瑋合監） - 美 琪 - 甜心女皇 - 譚嘉儀 - 怎麼去愛（《C9特工》主題曲） - 鄭俊弘 - 謎團（《木棘証人》主題曲） |  |

### 2019年（15首）
| - 尹 光 - 荷里活有個大老千（《有個大老千》主題曲，尹光合填） - 容祖兒 - 一種永遠 - JW 王灝兒 - 你很美 - 蔡興麟 - 背囊 - 戴祖儀 - Only One - 一家人 - 開心速遞（《愛·回家之開心速遞》主題曲） - 林師傑 - 傳說（《十二傳說》主題曲） - 周志康 - 少年時代（《她她她的少女時代》主題曲） | - 何家豪 - 當天風雨（《她她她的少女時代》片尾曲） - 吳業坤 - 街坊財爺（《街坊財爺》主題曲） - 劉子碩 - 離開有甚麼可怕（《香港愛情故事》插曲） - 糖兄妹 - 只此一家 - 張振朗 - 差一些（《堅離地愛堅離地》主題曲） - 吳業坤 - 小角色大英雄（《過街英雄》主題曲） - 譚嘉儀 - 想勇敢一次（《丫鬟大聯盟》主題曲） |

### 2018年（15首）
| - ReVe - Stay With Me - 胡 琳 - 半邊天（《平安谷之詭谷傳說》主題曲） - 薛家燕、王梓軒、糖 妹、吳業坤 - 新春辦年貨（《新春辦年貨》主題曲） - 林師傑 - 愛是無盡（《翻生武林》主題曲） - 譚嘉儀 - 伴你闖蕩（《果欄中的江湖大嫂》主題曲） - 周子揚、葉梓萱 - 你是好媽媽 - 陳展鵬 - 悔別離（《天命》片尾曲） - 羅明嘉 - You Are Forever Young（《美女廚房》主題曲） | - 鄭俊弘 - 星光 - 鄭俊弘 - 信念（《特技人》主題曲） - 胡鴻鈞 - 今生無憾（《三國機密之潛龍在淵》主題曲） - 金 剛、小 儀 - 街坊廚神重出江湖（《街坊廚神重出江湖》主題曲） - 鄭俊弘 - 無畏的肩膊（《跳躍生命線》主題曲） - 鄭俊弘 - 雲彩 - 伍富橋 - 重複愛一次（《救妻同學會》插曲） |

### 2017年（18首）
| - Maria Cordero - 天賜的滋味（《味想天開》主題曲） - 黎耀祥、樊奕敏、單立文、何廣沛、傅嘉莉 - 財神駕到（《財神駕到》主題曲） - 蕭正楠 - 不變的愛（《親親我好媽》主題曲） - 羅嘉良 - 獨來獨往（《與諜同謀》主題曲） - 許廷鏗 - 籠牢（《心理追兇 Mind Hunter》主題曲） - 譚嘉儀 - 我不歸去（《射雕英雄傳》主題曲） - 鄭俊弘 - 十倍奉還（《賭城群英會》主題曲） - 周子揚 - 幸福在這裡（《等等啊我的青春》插曲） - 鄭俊弘 - 戰勝吧（《超時空男臣》主題曲） | - 胥明文、周子揚 - 我的戰魂（《中華兵王》主題曲） - 薛家燕 - 家中的太陽（《燦爛的外母》主題曲） - 伍富橋 - 我怎會如此 - 譚嘉儀 - 快樂快活人（《雜警奇兵》主題曲） - 林欣彤 - 畢業之後（《老表，畢業喇！》主題曲） - 李克勤 - 誇世代（《誇世代》主題曲） - 吳若希 - 泣血薔薇（《降魔的》插曲） - 何廣沛、翟威廉、鄭俊弘、胡鴻鈞、魏焌皓、郭子豪 - 你的愛使我們進步（《TVB馬來西亞星光薈萃頒獎典禮2017》開場曲） - 胡鴻鈞 - 今天之後 |

### 2016年（24首）
| - 林師傑、譚嘉儀 - Sunday好戲王（《Sunday好戲王》主題曲） - 側 田 - 同步（《鐵馬戰車》主題曲） - 吳若希 - 愛（國語版） - 鄭俊弘 - 白天的夜晚（劉卓輝合填） - 鍾嘉欣 - 你懂我（《警犬巴打》主題曲） - 胡鴻鈞 - 爸爸（《超能老豆》主題曲） - 群 星 - 未來（《myTV SUPER呈獻：萬千星輝睇多D》結尾曲） - 許廷鏗 - 天地（《瑯琊榜》插曲） - 胡鴻鈞 - 命運的意外（《純熟意外》主題曲） - 陳敏之、阮兆祥、王君馨、鄭世豪、何雁詩、羅鈞滿 - 講（《性在有情》主題曲） - 蕭正楠 - 愛的溫暖（《一屋老友記》主題曲） - 張彥博、劉佩玥 - 你認真嗎（《一屋老友記》插曲） | - 群 星 - 乘風（《Amazing Summer 2016》主題曲） - 草 蜢 - 行者（《使徒行者》主題曲） - 陳展鵬 - 圍城（《城寨英雄》主題曲） - 陳展鵬 - 誰可改變（《巨輪II》主題曲） - 胡鴻鈞 - 公義的抉擇（《律政強人》主題曲） - 鄭俊弘 - 一個人的永恆 - 伍富橋、林師傑、陳國峰 - 喵喵（《來自喵喵星的妳》主題曲） - 陳凱琳、王君馨、黃智雯、劉佩玥 - 一起向前（《TVB馬來西亞星光薈萃頒獎典禮2016》開場曲） - 鄭世豪 - 四方（《流氓皇帝》主題曲） - 馬國明、周麗淇 - 心暖（《流氓皇帝》片尾曲） - 羅鈞滿、鄭世豪、姚 兵 - 乾杯（《流氓皇帝》插曲） - 譚嘉儀 - 水中月 |

### 2015年（28首）
| - 許廷鏗 - 對白 - 許廷鏗 - 風眼（許廷鏗合填） - 蕭正楠 - I'll Always Be Yours（《師奶Madam》主題曲） - 林欣彤、小塵埃、林奕匡、胡鴻鈞 - 奉獻 - 何雁詩 - 我和你（《四個女仔三個BAR》主題曲） - 薛家燕、蕭正楠、麥長青 - 報恩（《倩女喜相逢》主題曲） - 李思捷、側 田 - 出口（《以和為貴》主題曲） - 容祖兒 - 女皇（《武則天》主題曲） - 恭碩良 - Stay Awhile（恭碩良合填） - C AllStar - 無懼（《潮拜武當》主題曲） - 蕭正楠 - 轟天動地（《風雲天地》主題曲） - 鄭俊弘 - 愛同行（《愛·回家 (第二輯)》主題曲） - C AllStar - 天光（《鬼同你OT》主題曲） - 蕭正楠 - 四百呎（《樓奴》主題曲） | - 許廷鏗、鄭俊弘、胡鴻鈞 - 一夜成名（《2015年度香港小姐競選》主題曲） - 許廷鏗 - 迷宮（《拆局專家》主題曲） - 胡杏兒 - 天使（《陪著你走》主題曲） - 張繼聰 - 月無聲（《收規華》主題曲） - 鄭俊弘 - 揚帆（《張保仔》主題曲） - 陳展鵬 - 下世紀（《張保仔》片尾曲） - 鄭俊弘 - 當狗愛上貓 - 許廷鏗 - 郵輪 - 許廷鏗 - 歲月無悔（《梟雄》片尾曲） - 許廷鏗 - 郵輪（國語版） - 鄭俊弘 - 當狗愛上貓（國語版） - 胡鴻鈞 - 讓我放開 - 許廷鏗 - 忘掉他 - 張明偉、KT - 真我（《實習天使》插曲，RAP詞：KT） |

### 2014年（27首）
| - 周子揚、吳業坤 - 她不愛你 - 周子揚 - 愛上你 - 許廷鏗 - 護航（《西遊記》片尾曲） - 群 星 - We Are The Only One（《TVB 2014 FIFA巴西世界盃》主題曲） - 鄭俊弘 - 考驗（《點金勝手》主題曲） - 尹子維 - 我不存在 - 許廷鏗、黃天頤 - 約誓（《留下士多》主題曲，許廷鏗合填） - 鄭俊弘 - 歸途（《寒山潛龍》主題曲） - 王君馨 - 她最好（《寒山潛龍》片尾曲） - 羅鈞滿、鄭世豪、姚 兵、KT - 我們的天空（《我們的天空》主題曲，RAP詞：KT） - 薛家燕、王祖藍 - Sunday扮嘢王（《Sunday扮嘢王》主題曲） - 周子揚、吳業坤 - 霧花 - 鄭俊弘 - 熊貓 - 鄭俊弘 - 熊貓（國語版） | - 側 田、劉浩龍 - 行者（《使徒行者》主題曲） - 鄭俊弘 - 點火 - 鄭俊弘 - 投降吧（《名門暗戰》片尾曲） - 鄭俊弘 - 地方（《名門暗戰》插曲） - 許廷鏗 - 福氣 - 許廷鏗 - 再戰明天（《再戰明天》主題曲） - 許廷鏗 - 枷鎖（《再戰明天》片尾曲） - 超級巨聲4 - We Are The Voice（《超級巨聲4》主題曲） - 許廷鏗 - 護航（國語版） - 胡杏兒、吳卓羲 - 是你嗎（《醋娘子》主題曲） - 許廷鏗 - 如你是我 - Ashia - 憂化（Ashia合填） - 羅鈞滿、王君馨 - 是非（《宦海奇官》主題曲） |

### 2013年（23首）
| - 陳柏宇 - 夭心夭肺（陳柏宇合填） - 馮允謙 - What Do You Want From Me - 泳 兒 - 一半床 - 洪卓立、鍾欣桐 - 細味 - 湯駿業 - 最好的事 - 馮允謙 - 世界劇團 - 鍾舒漫 - You - 鍾舒漫 - 吞聲忍氣 - 鍾舒漫 - 衝流 - 鍾舒漫 - 海綿 - 鍾舒漫 - 直到最後 - 鍾舒漫、洪卓立 - 唯獨你教我可想像未來 | - 許靖韻 - Ring Ring - 許靖韻 - Ba Ba Ba - 馮允謙 - 從頭靠近你 - 馮允謙 - 撕開票尾 - 馮允謙 - 如今我仍然是我嗎 - 馮允謙 - Find My Baby - 馮允謙 - 無奈 - 恭碩良 - 如果你（喬星合填，恭碩良、Kelvin Avon合監） - 陳柏宇 - 籌碼 - 陳柏宇 - Let It Go - 周子揚 - I Wanna Be Yours（周子揚合填） |

### 2012年（14首）
| - 林欣彤 - 樹藤 - - 時來運到 - 鍾舒漫 - 代你出手 - - 睇下點 - - 再見女皇 - - 零比一 - - 希臘風（合填） | - - 眼火（合填） - - 名店坊 - 鍾嘉欣 - 預防針 - 馮允謙 - 想想想 - 馮允謙 - Spin Cycle - 羅力威 - 有已經足夠 - 鍾舒漫 - 多慶幸我跟遇上 |

### 2011年（2首）
| - 陳奐仁、商天娥 - Right On Time（《結·分@謊情式》主題曲，陳奐仁合填） | - 狄易達 - 假使能重頭遇見（陳奐仁合填） |

### 2010年（2首）
| - 蔡卓妍 - 簡簡單單 | - 周子揚 - 可惜所需不是我 |

### 2007年（2首）
| - 泳 兒 - 無心戀唱（周耀輝合填） | - 江若琳 - 鬥氣（《愛·鬥大》主題曲） |

## 派台作品
（只列出903專業推介、中文歌曲龍虎榜、勁爆本地榜、勁歌金榜、Chill Club推介榜，以及國語力排行榜、TVB8金曲榜）
| 派台作品成績           | 派台作品成績             | 派台作品成績 | 派台作品成績 | 派台作品成績 | 派台作品成績 | 派台作品成績 | 派台作品成績                                                                                  |
| ---------------------- | ------------------------ | ------------ | ------------ | ------------ | ------------ | ------------ | --------------------------------------------------------------------------------------------- |
| 歌手                   | 歌曲                     | 903          | RTHK         | 997          | TVB          | ViuTV        | 備註                                                                                          |
| 2025年                 |                          |              |              |              |              |              |                                                                                               |
| 康志維                 | 不想太多                 | -            | -            | -            | -            | -            |                                                                                               |
| 羅啟豪                 | 有天做證                 | -            | -            | 2            | -            | -            |                                                                                               |
| 林智樂                 | 繁星點點                 | -            | 3            | -            | -            | -            |                                                                                               |
| 2024年                 |                          |              |              |              |              |              |                                                                                               |
| 古巨基                 | 就算天空塌下來           | -            | -            | -            | 9            | -            |                                                                                               |
| 吳若希                 | 成長的證據               | -            | -            | -            | 8            | -            |                                                                                               |
| HANA 菊梓喬            | 愛失去以後               | -            | 3            | 5            | -            | -            |                                                                                               |
| 黃奕斌                 | currenT                  | -            | -            | 20           | 3            | -            |                                                                                               |
| HANA 菊梓喬            | 萬年                     | -            | 1            | -            | -            | -            |                                                                                               |
| 谷婭溦                 | 同枕                     | -            | -            | -            | 10           | -            |                                                                                               |
| 孫漢霖                 | Over You                 | -            | -            | 16           | 5            | -            |                                                                                               |
| 2023年                 |                          |              |              |              |              |              |                                                                                               |
| 糖 妹                  | 明天地圖                 | -            | 3            | 4            | 3            | -            |                                                                                               |
| 歌莉雅                 | I'm Good If You're Good  | -            | -            | -            | -            | -            |                                                                                               |
| 詹天文                 | 原來寂寞得多             | -            | -            | -            | 2            | -            |                                                                                               |
| 群 星                  | 黃金萬両                 | -            | -            | 14           | -            | -            |                                                                                               |
| 連詩雅                 | 他不是你                 | -            | 3            | 5            | 2            | -            |                                                                                               |
| 2022年                 |                          |              |              |              |              |              |                                                                                               |
| 炎明熹                 | 一水兩方                 | -            | 11           | -            | -            | -            |                                                                                               |
| 詹天文                 | 愛情許可證               | -            | -            | -            | 1            | -            |                                                                                               |
| 聲夢傳奇2學員          | 我超越我                 | -            | -            | -            | -            | -            |                                                                                               |
| 張馳豪                 | 色彩背面                 | -            | -            | 5            | -            | -            |                                                                                               |
| 連詩雅                 | 路再荒你在旁             | -            | -            | -            | 3            | -            |                                                                                               |
| 戴祖儀                 | 自我處理                 | -            | -            | 6            | 4            | -            |                                                                                               |
| 2021年                 |                          |              |              |              |              |              |                                                                                               |
| 吳業坤                 | 我是王                   | -            | -            | -            | 2            | -            |                                                                                               |
| HANA 菊梓喬            | 我會害怕                 | -            | -            | 2            | -            | -            | 2021年度勁爆新媒體歌曲                                                                        |
| 徐加晴                 | 未來未來                 | -            | 13           | -            | -            | -            |                                                                                               |
| 2020年                 |                          |              |              |              |              |              |                                                                                               |
| 鄭俊弘                 | 謎團                     | -            | -            | -            | 4            | -            |                                                                                               |
| 譚嘉儀                 | 怎麼去愛                 | -            | -            | -            | 3            | -            | 2020年度勁歌金曲優秀選第二回金曲                                                              |
| 徐加晴                 | 短期租約                 | -            | 12           | -            | -            | -            |                                                                                               |
| 王浩信                 | 似真如假                 | -            | -            | -            | 5            | -            |                                                                                               |
| 吳若希                 | 沒有你並無掛念           | -            | 2            | 3            | 1            | -            | 2020年度勁歌金曲優秀選第一回金曲                                                              |
| 鄭俊弘                 | 告白                     | -            | -            | -            | 4            | -            |                                                                                               |
| 糖 妹                  | 種子                     | -            | -            | -            | -            | -            | 2020年度勁歌金曲優秀選第二回金曲                                                              |
| 鄭俊弘                 | 血淚的磨練               | -            | -            | 5            | 1            | -            | 2020年度勁歌金曲 2020年度勁歌金曲優秀選第一回金曲                                             |
| 徐加晴                 | 十四天                   | -            | 9            | -            | -            | -            |                                                                                               |
| 譚嘉儀                 | 想勇敢一次               | -            | -            | -            | 4            | -            |                                                                                               |
| 2019年                 |                          |              |              |              |              |              |                                                                                               |
| 糖兄妹                 | 只此一家                 | -            | 8            | 5            | -            | X            |                                                                                               |
| 劉子碩                 | 離開有甚麼可怕           | -            | 2            | 18           | 1            | X            | 2019年度勁歌金曲優秀選第二回金曲                                                              |
| 林師傑                 | 傳說                     | -            | -            | -            | 4            | X            |                                                                                               |
| 戴祖儀                 | Only One                 | -            | 9            | -            | 1            | X            |                                                                                               |
| 容祖兒                 | 一種永遠                 | 1            | 1            | 1            | 2            | X            |                                                                                               |
| 2018年                 |                          |              |              |              |              |              |                                                                                               |
| 伍富橋                 | 重複愛一次               | -            | -            | -            | 1            | X            | 2019年度勁歌金曲優秀選第一回金曲                                                              |
| 鄭俊弘                 | 無畏的肩膊               | -            | -            | -            | -            | X            | 2018年度勁歌金曲 2018年度勁歌金曲優秀選第二回金曲                                             |
| 鄭俊弘                 | 星光                     | -            | 3            | 2            | 1            | X            | 2018年度勁歌金曲優秀選第二回金曲                                                              |
| 胡 琳                  | 半邊天                   | -            | -            | -            | 3            | X            |                                                                                               |
| 胡鴻鈞                 | 今天之後                 | -            | -            | -            | 1            | X            |                                                                                               |
| ReVe                   | Stay With Me             | 6            | 3            | 6            | -            | X            |                                                                                               |
| 2017年                 |                          |              |              |              |              |              |                                                                                               |
| 吳若希                 | 泣血薔薇                 | -            | -            | 16           | 1            | X            |                                                                                               |
| 林欣彤                 | 畢業之後                 | -            | -            | -            | 3            | X            | 2017年度勁歌金曲 2017年度勁歌金曲優秀選第二回金曲                                             |
| 伍富橋                 | 我怎會如此               | 14           | 13           | 3            | 3            | X            |                                                                                               |
| 鄭俊弘                 | 戰勝吧                   | -            | -            | -            | 1            | X            | 2017年度勁歌金曲 2017年度勁歌金曲優秀選第二回金曲                                             |
| 譚嘉儀                 | 我不歸去                 | -            | -            | -            | 2            | X            | 2017年度勁歌金曲優秀選第二回金曲                                                              |
| 2016年                 |                          |              |              |              |              |              |                                                                                               |
| 陳展鵬                 | 誰可改變                 | -            | -            | -            | 2            | X            | 2016年度勁歌金曲 2016年度勁歌金曲優秀選第二回金曲                                             |
| 鄭俊弘                 | 一個人的永恆             | -            | 1            | 1            | 1            | X            | 2016年度勁歌金曲 2016年度勁爆歌曲 2016年度勁歌金曲優秀選第二回金曲                            |
| 草 蜢                  | 行者                     | -            | -            | -            | 3            | X            |                                                                                               |
| 群 星                  | 乘風                     | -            | -            | -            | 2            | X            |                                                                                               |
| 胡鴻鈞                 | 命運的意外               | -            | -            | -            | 1            | X            |                                                                                               |
| 胡鴻鈞                 | 讓我放開                 | -            | -            | -            | 1            | X            | 2016年度勁歌金曲優秀選第一回金曲                                                              |
| 2015年                 |                          |              |              |              |              |              |                                                                                               |
| 鄭俊弘                 | 當狗愛上貓（國語版）     | -            | -            | -            | -            | X            | 2015年度TVB8金曲 TVB8：1                                                                      |
| 許廷鏗                 | 郵輪（國語版）           | -            | -            | -            | -            | X            | 2015年度TVB8金曲 TVB8：2                                                                      |
| 鄭俊弘                 | 揚帆                     | -            | -            | -            | -            | X            | 2015年度勁歌金曲 2015年度勁歌金曲優秀選第二回金曲                                             |
| 許廷鏗                 | 歲月無悔                 | -            | -            | -            | -            | X            | 2015年度勁歌金曲 2015年度勁歌金曲優秀選第二回金曲                                             |
| 許廷鏗                 | 郵輪                     | -            | 1            | 1            | 1            | X            | 2015年度新城勁爆歌曲 2015年度勁歌金曲 2015年度勁歌金曲優秀選第二回金曲                        |
| 鄭俊弘                 | 當狗愛上貓               | -            | 3            | 1            | 1            | X            | 2015年度勁歌金曲優秀選第二回金曲                                                              |
| 許廷鏗                 | 迷宮                     | -            | -            | -            | 5            | X            |                                                                                               |
| 許廷鏗、鄭俊弘、胡鴻鈞 | 一夜成名                 | -            | -            | -            | 1            | X            |                                                                                               |
| 鄭俊弘                 | 愛同行                   | -            | 3            | 1            | 1            | X            | 2015年度新城勁爆歌曲                                                                          |
| C AllStar              | 無懼                     | -            | -            | -            | -            | X            |                                                                                               |
| 容祖兒                 | 女皇                     | -            | -            | -            | 5            | X            |                                                                                               |
| 恭碩良                 | Stay Awhile              | -            | -            | -            | -            | X            |                                                                                               |
| 李思捷、側 田          | 出口                     | -            | -            | -            | -            | X            |                                                                                               |
| 2014年                 |                          |              |              |              |              |              |                                                                                               |
| 許廷鏗                 | 如你是我                 | 2            | 1            | 1            | 1            | X            |                                                                                               |
| 鄭俊弘                 | 投降吧                   | -            | 3            | 4            | 1            | X            | 2015年度勁歌金曲 2015年度勁歌金曲優秀選第一回金曲                                             |
| 許廷鏗                 | 護航（國語版）           | -            | -            | -            | -            | X            | 2015年度新城國語力歌曲 2014年度TVB8金曲 TVB8：1                                               |
| 超級巨聲4              | We Are The Voice         | -            | -            | -            | 3            | X            |                                                                                               |
| 許廷鏗                 | 枷鎖                     | -            | -            | -            | 2            | X            | 2014年度勁歌金曲 2014年度勁歌金曲優秀選第二回金曲                                             |
| 許廷鏗                 | 福氣                     | 4            | 3            | 3            | 1            | X            | 2014年度勁歌金曲優秀選第二回金曲                                                              |
| 鄭俊弘                 | 點火                     | -            | 8            | -            | 3            | X            |                                                                                               |
| 鄭俊弘                 | 熊貓（國語版）           | -            | -            | -            | -            | X            | 2014年度TVB8金曲 新城國語力：2 TVB8：1                                                        |
| 鄭俊弘                 | 熊貓                     | 2            | 1            | 1            | 1            | X            | 2014年度勁歌金曲 2014年度新城勁爆原創歌曲 2014年度勁歌金曲優秀選第二回金曲                    |
| 王君馨                 | 她最好                   | -            | -            | -            | 7            | X            |                                                                                               |
| 許廷鏗、黃天頤         | 約誓                     | -            | 1            | -            | -            | X            |                                                                                               |
| 群 星                  | We Are The Only One      | -            | -            | -            | 1            | X            |                                                                                               |
| 許廷鏗                 | 護航                     | 14           | 1            | 1            | 1            | X            | 2014年度勁歌金曲 第三十七屆十大中文金曲 2014年度新城勁爆歌曲 2014年度勁歌金曲優秀選第一回金曲 |
| 2013年                 |                          |              |              |              |              |              |                                                                                               |
| 恭碩良                 | 如果你                   | -            | -            | -            | -            | X            |                                                                                               |
| 鍾舒漫                 | 直到最後                 | -            | 3            | 5            | 2            | X            |                                                                                               |
| 許靖韻                 | Ring Ring                | -            | -            | 6            | 7            | X            |                                                                                               |
| 鍾舒漫                 | You                      | 17           | 15           | 3            | -            | X            |                                                                                               |
| 馮允謙                 | 世界劇團                 | 1            | 1            | 1            | 1            | X            |                                                                                               |
| 湯駿業                 | 最好的事                 | -            | -            | -            | -            | X            |                                                                                               |
| 洪卓立、鍾欣桐         | 細味                     | -            | -            | -            | -            | X            | 2013年度勁歌金曲優秀選第一回 最受歡迎華語歌曲獎 TVB8：10                                      |
| 馮允謙                 | What Do You Want From Me | 3            | 8            | 3            | 1            | X            |                                                                                               |
| 陳柏宇                 | 夭心夭肺                 | 6            | 1            | 2            | -            | X            |                                                                                               |
| 馮允謙                 | 想想想                   | 8            | 4            | -            | -            | X            |                                                                                               |
| 2012年                 |                          |              |              |              |              |              |                                                                                               |
|                        | 零比一                   | -            | -            | 5            | -            | X            |                                                                                               |
| 鍾舒漫                 | 代你出手                 | -            | 15           | 5            | -            | X            |                                                                                               |
| 鍾嘉欣                 | 預防針                   | -            | -            | 2            | 1            | X            | 2012年度十大勁歌金曲 2012年度新城勁爆新媒體歌曲 2012年度勁歌金曲優秀選第三回金曲              |
|                        | 時來運到                 | 9            | -            | -            | -            | X            |                                                                                               |
| 林欣彤                 | 樹藤                     | 1            | 1            | 1            | 1            | X            | 2012年度十大勁歌金曲 2012年度新城勁爆改編歌曲 2012年度勁歌金曲優秀選第一回金曲                |
| 狄易達                 | 假使能重頭遇見           | -            | -            | 5            | -            | X            |                                                                                               |
| 2010年                 |                          |              |              |              |              |              |                                                                                               |
| 周子揚                 | 可惜所需不是我           | -            | 18           | 2            | -            | X            | 2010年度新城勁爆原創歌曲                                                                      |
| 蔡卓妍                 | 簡簡單單                 | 9            | -            | 2            | 1            | X            | 2010年度新城勁爆歌曲 2010年度勁歌金曲優秀選第三回金曲                                         |
| 2007年                 |                          |              |              |              |              |              |                                                                                               |
| 江若琳                 | 鬥氣                     | -            | 13           | 7            | -            | X            |                                                                                               |
| 泳 兒                  | 無心戀唱                 | -            | 8            | 2            | 1            | X            | 2007年度十大勁歌金曲 2007年度勁歌金曲優秀選第二回金曲                                         |
| 冠軍作品總數           |                          |              |              |              |              |              |                                                                                               |
|                        |                          | 3            | 11           | 10           | 29           | -            | 五台冠軍作品總數：0 四台冠軍作品總數：2                                                       |

*仍上榜

## 譯作

### 2012年
- Comendador Gustavo da Roza OC （页面存档备份，存于） - Cities & Places

## 其他

### 2021至2022年馬季
- 香港開電視 - 嘻哈馬場（節目策劃）（至第108集）
- 賽馬GPS - 買W唔補P（專欄作者）
- 阿周電視 - 常熙波馬（節目主持）

### 2020至2021年馬季
- 香港開電視 - 嘻哈馬場（節目策劃）
- 星島馬訊 - 一起起步（專欄作者）
- 賽馬GPS - 買W唔補P（專欄作者）
- 阿周電視 - 常熙飛馬（節目主持）
- 有線18台 - 快馬一叮2021（編審）

### 2019至2020年馬季
- 香港開電視 - 嘻哈馬場（節目策劃）
- UTV - 賽事直擊（節目主持）
- 星島馬訊 - 一起起步（專欄作者）
- 賽馬GPS - 買W唔補P（專欄作者）
- 有線18台 - 快馬一叮（節目策劃）

### 2018至2019年馬季及球季
- 有線球彩台 - 賭得精明（節目主持）
- 星島馬訊 - 一起起步（專欄作者）
- 賽馬GPS - 買W唔補P（專欄作者）

### 2017至2018年馬季
- 超班馬簿 - 一起起步（專欄作者）